# Once Upon a Time in England Volume 1
Once Upon a Time in England Volume 1 – kompilacja utworów zespołu Pendragon wydana w 1999. Zawiera utwory ze wczesnej działalności zespołu, mniej znane lub wcześniej niepublikowane.

## Spis utworów
Album zawiera utwory:
1. The Pleasure Of Hope – 3:50
2. Insomnia – 4:19
3. Armageddon – 6:15
4. Dawn In Vienna – 2:18
5. The Pleasure Of Hope (piano / vocal version) – 2:52
6. Catch Me If You Can – 4:52
7. Melody – 3:37
8. Dead Stop – 4:10
9. Deja Vue – 4:39
10. Dream Of Tomorrow – 4:42
11. Stan And Ollie (live) – 10:21
12. Loving The Stranger – 3:27
13. Eye For An Eye – 3:49
14. Is This Life? – 4:30

## Skład zespołu
Twórcami albumu są:
- Nick Barrett – śpiew, gitara
- John Barnfield, Rik Carter – instrumenty klawiszowe
- Robert Dalby, Peter Gee – gitara basowa, gitara
- Nigel Harris – instrumenty perkusyjne